# Nannolestes
Nannolestes is een geslacht van wantsen uit de familie van de Reduviidae (Roofwantsen). Het geslacht werd voor het eerst wetenschappelijk beschreven door Ernst Evald Bergroth in 1913.

## Soorten
Het genus bevat de volgende soorten:

- Nannolestes rubicundus Bergroth, 1913
- Nannolestes strigosus Miller, 1940